# Le Moulin
Le Moulin – najwyższy szczyt na wyspie Sark, osiągający wysokość 114 m n.p.m., a zarazem najwyższe wzniesienie Dependencji Korony brytyjskiej Guernsey.